# آندریا دل سارتو
آندریا دل سارتو (به ایتالیایی: Andrea del Sarto) نقاش ایتالیایی اهل فلورانس بود که آثارش مربوط به رنسانس و اوایل تکلف‌گرایی است. هر چند که در دوران حیاتش از او به‌عنوان هنرمند senza errori (بدون خطا) یاد می‌شد، اما پس از مرگش بود که شناخته‌تر و مشهور شد زیرا وی معاصر نقاشانی چون لئوناردو داوینچی، میکل‌آنژ و رافائل بود و شهرت دل سارتو در سایهٔ این نقاشان قرار داشت.
وی شاگرد پیرو دل کوزیمو، یکی از نقاشان معروف زمان خود بوده‌ است. پیش از قرن شانزدهم؛ اکثر نقاشان، نقاشی‌هایی سرد و بی‌روح داشتند ولی وی از این امر مستثنی بوده و تابلوهایش نظمی زیبا و لطیف از رنگ‌ها دارد.